# Splash Brothers

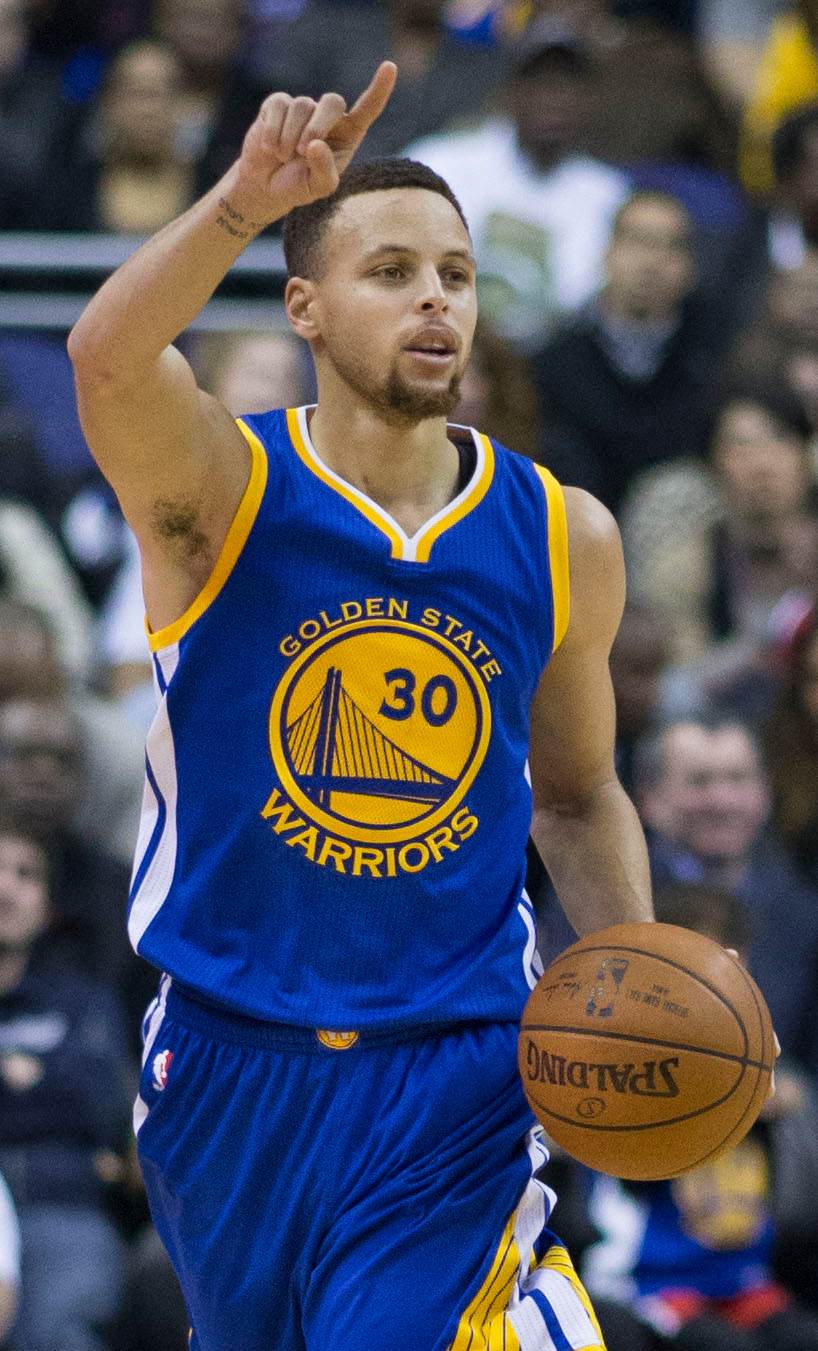
Стефен Карри

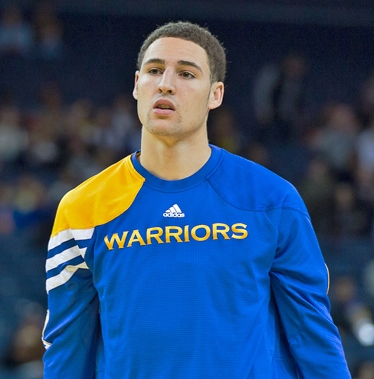
Клей Томпсон

Splash Brothers — прозвище Стефена Карри и Клэя Томпсона — защитников «Голден Стэйт Уорриорз». Оба игрока считаются одними из лучших шутеров всех времён, а их связка — одной из самых эффективных в истории НБА. Карри и Томпсон удерживают рекорд среди пар баскетболистов по количеству реализованных трёхочковых. Оба защитника выигрывали конкурс по броскам из-за дуги. Вместе они 6 раз выходили в Финал НБА и одержали победы в четырёх из них.
Ни Карри, ни Томпсон не считались суперзвёздами на школьном уровне, однако в колледже оба выступали достаточно успешно и на драфте НБА были выбраны в первом раунде: Стефен в 2009 году под седьмым номером, а Клэй под 11-м два года спустя. В сезоне 2014/2015 они стали первыми с 1975 года защитниками из одной команды, попавшими в стартовый состав на Матч всех звёзд, а также первым таким дуэтом, выбранным в Сборную лиги с 1980. В том же сезоне их результативная игра принесла ГСВ первое за 40 лет чемпионство. В составе воинов они впоследствии выиграли ещё три титула: в 2017, 2018 и 2022 годах. В 2014 году Карри и Томпсон входили в сборную США, завоевавшую золотые медали на чемпионате мира.

## До НБА
Карри и Томпсон родились в спортивных семьях. Их отцы, Делл Карри и Майкл Томпсон, выступали в НБА, в то время как матери, Соня Карри и Джулия Томпсон играли в волейбол в колледже. Братья Стефена и Клэя, Сет Карри и Майкл Томпсон, также стали профессиональными баскетболистами. При наборе в колледж ни Стефен, ни Клэй не котировались высоко среди учебных заведений страны.
Карри, не получив предложений от известных колледжей, поступил в Дэвидсон-колледж из Северной Каролины. Во втором сезоне защитник улучшил свои бросковые навыки и привёл свою команду в финал четырех NCAA. В следующем сезоне он попал в сборную All-American и, набирая в среднем 28,6 очка за игру, лидировал в лиге в этом компоненте.
Томпсон играл за Университет штата Вашингтон, традиционно не демонстрировавший выдающихся результатов в баскетболе. Tомпсон дважды попадал в сборную конференции Pac-10, а в сезоне 2010/2011 с 21,6 очками в среднем за поединок был её лучшим скорером. Клэй также побил рекорд своего учебного заведения по количеству реализованных трёхочковых (242).

## «Голден Стэйт Уорриорз»
«Голден Стэйт» выбрал Карри под седьмым номером на драфте 2009 года. Несмотря на то, что в команде уже был разыгрывающий Монта Эллис, тренер Дон Нельсон, любивший использовать в игре маленькие пятерки, положительно оценил приход ещё одного защитника. Эллис, однако, заявлял, что их дуэт с Карри вряд ли станет эффективным, так как и он, и Стефен не обладали достаточным ростом. Через два года клуб задрафтовал под 11-м номером Клея Томпсона — атакующего защитника, хотя и Монта, и Стеф ещё находились в составе. В первом совместном сезоне Карри и Томпсон провели не так много матчей вместе из-за локаута и травм. По его окончании «Голден Стэйт» обменяли Монту Эллиса на центрового Эндрю Богута, освободив для Клэя позицию второго номера в стартовой пятерке.
В сезоне 2012/2013 Карри и Томпсон забросили 483 дальних броска — больше, чем любой дуэт в истории лиги. Карри с 272 трехочковыми стал также рекордсменом НБА по их количеству за один сезон. Тренер «воинов» Марк Джексон назвал Стефана и Клэя лучшей бросающей связкой защитников в истории. «Голден Стэйт» в том розыгрыше вышли во второй раунд плей-офф, уступив в нём «Сан-Антонио Спёрс». В следующем сезоне Карри и Томпсон заняли первое и второе место по заброшенным трехочковым соответственно, став первыми одноклубниками в истории, которым удалось оказаться на вершине списка. Они также обновили свой рекорд по броскам из-за дуги на двоих. Карри и Томпсон бросали из-за дуги с процентом реализации 42,4 и 41.7 соответственно, и эксперты ESPN охарактеризовали их совместное выступление как самое эффективное среди всех защитных пар в истории по соотношению количества и точности трехочковых. В межсезонье они в составе сборной США выиграли золотые медали первенства мира. Особенно здорово проявил на ЧМ проявил себя Томпсон, став вторым по результативности, уступив лишь Джеймсу Хардену.
Перед сезоном 2014/2015 «Голден Стэйт» хотел обменять Томпсона на тяжелого форварда «Миннесоты» Кевина Лава, но в итоге руководство отказалось от первоначального плана и подписало с Клэем новый четырехлетний контракт на сумму $70 млн. В сезоне 2014/2015 Карри и Томпсон попали в стартовую пятерку Западной конференции на Матче всех звёзд. Для Клэя это был первый Матч всех звёзд в карьере.

## Прозвище
Прозвище Splash Brothers происходит от отличного владения обоими игроками трёхочковым броском. Оно также является обыгрышем прозвища бейсболистов Хосе Консеко и Майка Макгвайра, которых поклонники «Окленд Атлетикс» называли Bash Brothers. Впервые никнейм Splash Brothers был использован в 2012 году Брайаном Уиттом, редактором сайта «Уорриорз». 21 декабря после 7 дальних попаданий Карри и Томпсона он разместил в твиттере хэштег #SplashBrothers.